# Arthur Turner (futbolista nacido en 1922)
Arthur Alexander Turner (Poplar, Inglaterra, Reino Unido, 22 de enero de 1922-28 de enero de 2019) fue un futbolista amateur británico que se desempañaba en la posición de delantero centro. Disputó la final de la FA Cup 1945-46, convirtiéndose en el primer jugador de la historia desde el inicio de la Football League en disputar una final copera sin haber jugado ningún partido de liga con su equipo. Turner continuó su carrera como jugador en el Colchester United.

## Biografía

### Charlton Athletic
Una vez finalizada la Segunda Guerra Mundial, la Football League no se reanudó hasta la temporada 1945-46. La FA Cup fue la principal competición esa temporada; con el fin de paliar la escasez de partidos de alto nivel competitivo, todas las rondas de la FA Cup desde la primera hasta los cuartos de final se disputaron a doble partido —cuando lo tradicional era decidir las eliminatorias a un encuentro—, de modo que el equipo que avanzaba a la siguiente ronda se decidía por el resultado global de ambos enfrentamientos.
Esa temporada, Turner, nacido en Poplar, Londres, tenía veintidós años y compaginaba su servicio como oficial de la RAF con el Charlton Athletic. Disputó un total de nueve partidos en el camino del equipo hacia la final, el cual consistió de un total de diez. Tras derrotar cómodamente al Wolverhampton Wanderers, al Preston North End —contra el que Turner anotó tres goles— y al Brentford —con otros tres tantos de Turner—, el Charlton quedó emparejado con el Bolton Wanderers en la semifinal. Días antes de la disputa del partido, 33 espectadores habían fallecido en la tragedia de Burnden Park como consecuencia del exceso de aficionados. En la semifinal de la FA Cup, el Charlton se impuso con comodidad, mientras que, por el otro lado del cuadro, fue el Derby County el que llegó a la final. Turner no tuvo un papel importante en la misma. Bert Turner anotó un gol en propia en el minuto 85 y otro a favor en el 86. Finalmente, el partido se decidió en la prórroga y el Derby County se hizo con el trofeo tras vencer por cuatro goles a uno.

### Colchester United
En el año 1947, el entrenador del Colchester United Ted Fenton, que tenía el objetivo de construir una plantilla competitiva para obtener la selección para poder jugar en la Football League, fichó a Turner. No obstante, el éxito no fue inmediato y, hasta la temporada 1950-51, el Colchester, entonces dirigido por Jimmy Allen, no fue elegido para competir en la liga. A partir de ese año, pasó a militar en la nueva Third Division South.
Turner fue el jugador que anotó el primer tanto del Colchester en la Football League, el cual se produjo en una victoria del equipo por 4-1 el 31 de agosto de 1950, en un encuentro con el Swindon Town en Layer Road. Turner disputó un total de 36 partidos de la temporada inaugural del Colchester en la Football League, en los que fue capaz de marcar un total de doce goles. No obstante, las lesiones solo le permitieron jugar nueve encuentros más en su carrera deportiva y se retiró del fútbol profesional en el verano de 1951, a pesar de que más tarde regresaría a la Southern League con el Headington United.

### Trayectoria
| Club                    | País       | Temporadas | Partidos | Goles |
| ----------------------- | ---------- | ---------- | -------- | ----- |
| Charlton Athletic F. C. | Inglaterra | 1945-46    | 0        | 0     |
| Colchester United F. C. | Inglaterra | 1947-51    | 45       | 14    |
| Headington United F. C. | Inglaterra | 1951-¿?    | —        | —     |

## Palmarés
Charlton Athletic F. C.
- Subcampeón de la FA Cup: 1945-1946.

Colchester United F. C.
- Subcampeón de la Southern League: 1949-50.
- Campeón de la copa de la Southern League: 1949-50.
- Subcampeón de la copa de la Southern League: 1947-48 y 1948-49.

### Citas
1. ↑  Charlton Athletic striker who escaped Nazi U-boat dies at home in Sevenoaks aged 98
2. ↑  Collett, 2003, p. 790.
3. 1 2 3 4 5 6 7 8  «Derby County 4 Charlton Athletic 1» (en inglés). FA Cup finals. Archivado desde el original el 10 de noviembre de 2009. Consultado el 12 de marzo de 2015.
4. ↑  Lloyd y Holt, 2005, pp. 148-149.
5. ↑  Matt Hudson (11 de agosto de 2013). «The 1930s and 1940s» (en inglés). Colchester United Football Club. Consultado el 12 de marzo de 2015.
6. ↑  «Colchester United 4-1 Swindon Town» (en inglés). Swindon Town Football Club. Consultado el 12 de marzo de 2015.
7. ↑  Matt Hudson (11 de julio de 2012). «The 1950s and 1960s» (en inglés). Colchester United Football Club. Consultado el 12 de marzo de 2015.
8. ↑  «FA Cup finalists» (en inglés). Col U day by day. Consultado el 12 de marzo de 2015.
9. ↑  «Southern League honours» (en inglés). Col U day by day. Archivado desde el original el 21 de agosto de 2016. Consultado el 12 de marzo de 2015.
10. ↑  «Southern League Cup honours» (en inglés). Col U day by day. Archivado desde el original el 21 de agosto de 2016. Consultado el 12 de marzo de 2015.